# برايان ألين
برايان ألين (بالإنجليزية: Brian Lamar Allen)‏ هو لاعب كرة قدم أمريكية أمريكي، ولد في 1 أبريل 1978 في ليك سيتي في الولايات المتحدة.

## وصلات خارجية
- برايان ألين على موقع مرجع كرة القدم المحترفة.كوم (الإنجليزية)